# Campionati europei di pentathlon moderno 1999
I campionati europei di pentathlon moderno 1999 si sono svolti a Drzonków, in Polonia, dove si sono disputate le gare maschili individuali ed a squadre, ed a Tampere, in Finlandia, dove si sono disputate le gare femminili individuali ed a squadre.

## Risultati

### Maschili
| Evento              | Oro                                               | Argento                                                    | Bronzo                                                   |
| Individuale         | Péter Sárfalvi                                    | Ákos Hanzély                                               | Aleksej Turkin                                           |
| A squadre           | Ungheria Péter Sárfalvi Gábor Balogh Ákos Hanzély | Francia Sébastien Deleigne Olivier Ibanès Olivier Clergeau | Bielorussia Pavel Doŭhal' Andrej Smirnov Aleksandr Bysov |
| Staffetta a squadre | Ungheria Péter Sárfalvi Gábor Balogh Ákos Hanzély | Ucraina Vitalij Budovs'kyj Heorhij Čymerys Vadym Tkačuk    | Russia Valerij Zaikin Rustem Sabirchuzin Aleksej Savikov |

### Femminili
| Evento              | Oro                                                         | Argento                                               | Bronzo                                                    |
| Individuale         | Žanna Šubenok                                               | Jeanette Malm                                         | Federica Foghetti                                         |
| A squadre           | Russia Elizaveta Suvorova Tat'jana Muratova Marina Kolonina | Gran Bretagna Kate Allenby Stephanie Cook Sian Lewis  | Polonia Paulina Boenisz Dorota Idzi Anna Sulima           |
| Staffetta a squadre | Polonia Paulina Boenisz Dorota Idzi Anna Sulima             | Italia Emanuela Gabella Claudia Cerutti Fabiana Fares | Germania Kim Raisner Thora Meyer-Efland Sandra Schlüricke |

## Medagliere
| Posizione | Paese         |   |   |   | Totale |
| --------- | ------------- | - | - | - | ------ |
| 1         | Ungheria      | 3 | 1 | 0 | 4      |
| 2         | Russia        | 1 | 0 | 2 | 3      |
| 3         | Bielorussia   | 1 | 0 | 1 | 2      |
| 3         | Polonia       | 1 | 0 | 1 | 2      |
| 5         | Italia        | 0 | 1 | 1 | 2      |
| 6         | Francia       | 0 | 1 | 0 | 1      |
| 6         | Gran Bretagna | 0 | 1 | 0 | 1      |
| 6         | Ucraina       | 0 | 1 | 0 | 1      |
| 6         | Svezia        | 0 | 1 | 0 | 1      |
| 7         | Germania      | 0 | 0 | 1 | 1      |
| Totale    | Totale        | 6 | 6 | 6 | 18     |